# Dawaya
Dawaya (ou Daouaya, Daoya) est une localité du Cameroun située dans la commune de Maga, le département du Mayo-Danay et la Région de l'Extrême-Nord, à proximité de la frontière avec le Tchad.

## Population
En 1967, la localité comptait 426 habitants, principalement Mousgoum, Peuls ou Kanouri.
Lors du recensement de 2005, on y a dénombré 3 063 personnes.